# Гамзин, Михаил Александрович
Михаи́л Алекса́ндрович Га́мзин (род. 26 октября 1949, Герасимовка, Саратовская область) — тренер по вольной и греко-римской борьбе, заслуженный тренер РСФСР (1989), главный тренер сборной Красноярского края.

## Биография
Родился 26 октября 1949 года в селе Герасимовка Саратовской области. Борьбой начал заниматься в спортивной школе-интернате. Его первым тренером был Хвалынский.
Служил на флоте. Во время службы занимался боксом. После армии работал на стройке. Освоил специальности сварщика, электрика, строителя, крановщика, тракториста. В 1979 году окончил Красноярский техникум физической культуры.
Снова занялся борьбой под руководством Михаила Даниловича Госумаша. Вскоре выполнил норматив мастера спорта СССР. Впоследствии перешёл на тренерскую работу. Подготовил десять мастеров спорта международного класса и пять заслуженных мастеров спорта, ряд чемпионов Европы, мира, Олимпийских игр, победителей Кубков мира.
Возглавляет Центр олимпийской подготовки при Сибирском федеральном университете.

## Известные воспитанники
- Чемпион Европы, победитель Кубка мира Беслан Чагиев;
- олимпийский чемпион Асламбек Хуштов;
- призёр чемпионата мира Бекхан Манкиев;
- олимпийский чемпион Назир Манкиев;
- многократная чемпионка России по тяжёлой атлетике Аминат Масхадова;
- Мельников, Никита Васильевич (1987) — чемпион и призёр чемпионатов России, чемпион Европы и мира, мастер спорта России международного класса;

## Награды
- Медаль ордена «За заслуги перед Отечеством» II степени (1999)[1]
- Знак отличия «За заслуги перед городом Красноярском» (2009)[2]
- Орден Дружбы (2010)[3]
- Медаль ордена «За заслуги перед Отечеством» I степени (2013)[4]
- Заслуженный работник физической культуры и спорта Кабардино-Балкарской Республики (13 июня 2018) — за заслуги в развитии спорта высших достижений